# Juan Alzóloras
Juan Alzóloras, OSH ou Juan Arzolaras (falecido a 7 de maio de 1574) serviu como arcebispo (título pessoal) de Islas Canarias (1568–1574) e arcebispo de Santo Domingo (1566–1568).

## Biografia
Juan Alzóloras foi ordenado monge da Ordem de São Jerónimo. A 15 de fevereiro de 1566, foi nomeado pelo Rei da Espanha e confirmado pelo Papa Pio V como Arcebispo de Santo Domingo. No dia 17 de setembro de 1568, foi nomeado pelo Papa Pio V como Arcebispo (título pessoal) das Ilhas Canárias, onde serviu até à sua morte a 7 de maio de 1574.